# Cool Boarders
 (août 2015).
Si vous disposez d'ouvrages ou d'articles de référence ou si vous connaissez des sites web de qualité traitant du thème abordé ici, merci de compléter l'article en donnant les références utiles à sa vérifiabilité et en les liant à la section « Notes et références ».
Cool Boarders est un jeu vidéo de snowboard développé par UEP Systems pour la console PlayStation. Il est le premier jeu de la série, et sort en août 1996 au Japon, puis en décembre en Amérique du Nord, et en janvier 1997 en Europe. Le jeu a depuis été réédité à travers les collections Greatest Hits au Japon et en Amérique du Nord.

## Système de jeu
Le jeu se compose de trois courses principales (plus deux autres à débloquer) dans lesquelles le joueur tente d'obtenir 3 trophées : le premier pour le meilleur temps, le second pour l'exécution de "tricks", et le dernier combinant vitesse et tricks,.

## Accueil
En 2014, Marcus reconnaît que la sensation de vitesse est très bien rendue mais regrette que le jeu ait mal vieilli par des graphismes trop grossiers.